# Museo de la Moneda del Banco de Japón
El Museo de la Moneda del Banco del Japón (en japonés: 貨幣博物館, Kahei-hakubutsukan) es una institución museística japonesa dedicada a la moneda de ese país, con sede en uno de los edificios del Banco del Japón en el barrio de Chūō, en Toquio.
El museo abrió sus puertas en noviembre de 1985, en el marco de los tres años de actos conmemorativos por el 100 aniversario del Banco del Japón (1982), y se encuadra dentro del Instituto de Estudios Económicos y Monetarios de esa institución bancaria.
En 2017, este museo alcanzó los 97.000 visitantes.

## Historia
El origen de los fondos del museo está en la colección Senpeikan, que fue reunida por el japonés Tanaka Keibun (1884-1956). Esta colección se basaba en la historia de la moneda de Japón y China y recibe su nombre porque anteriormente tuvo su sed en el Museo Senpeikan, antes de ser donada al Banco del Japón en 1944, hacia el fin de la Segunda Guerra Mundial, para garantizar su seguridad.

## Exposición

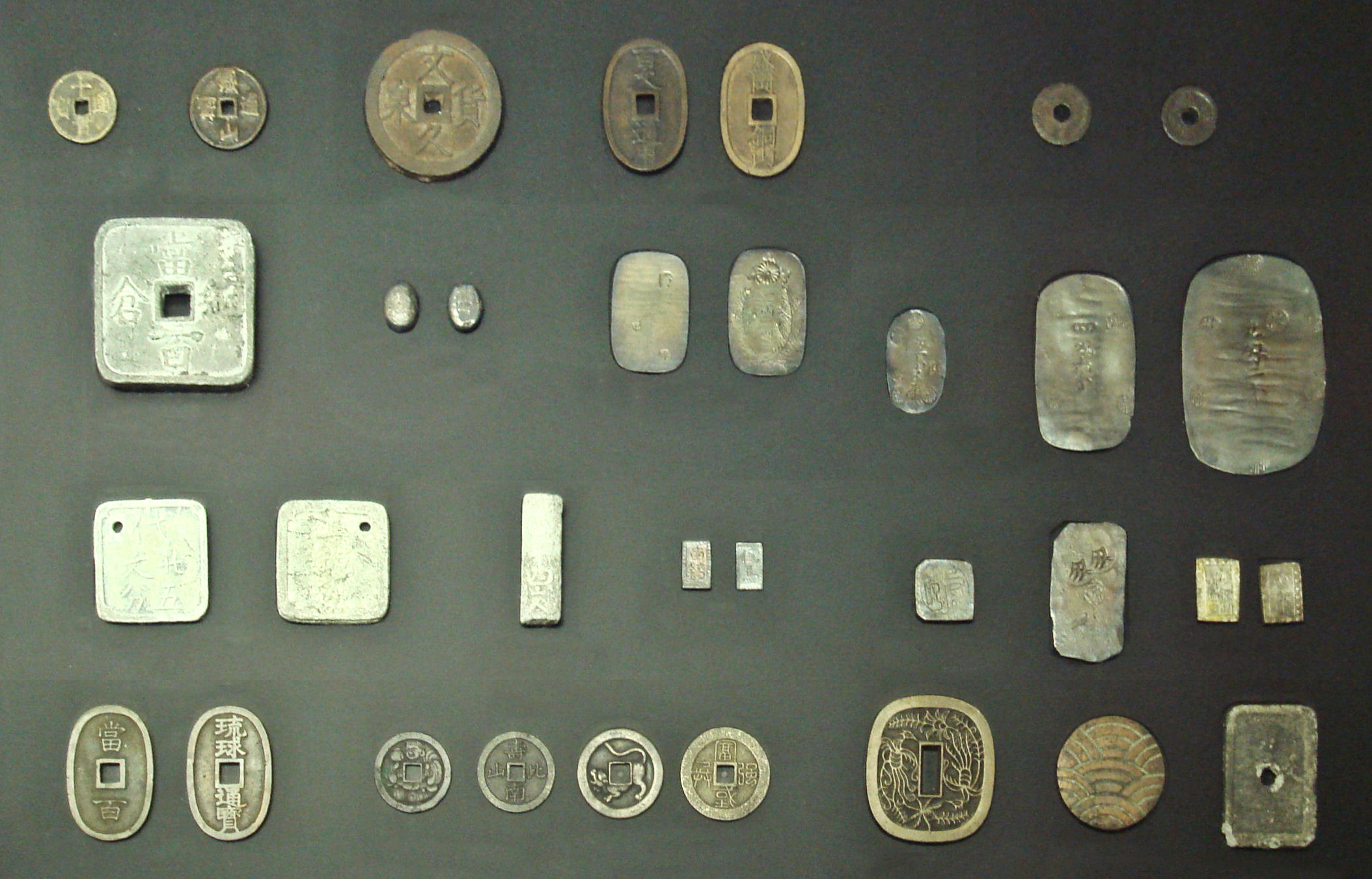
Expositor con moneda local japonesa del período Bakumatsu

El Museo de la Moneda del Banco del Japón posee una de las colecciones numismáticas más importantes del país, compuesta por más de 200 mil ejemplares de monedas y billetes que representan la trayectoria del dinero en el Japón, sus tecnologías de producción y su cultura de uso. Uno de los pabellones está dedicado a la moneda falsa.
Una de las secciones de la colección se centra en la historia de la moneda japonesa, con alrededor de 160 mil piezas de las que componen sus fondos, entre las que destacan algunas monedas de sin anteriores a la era del yen y también billetes de los dominios feusais de la era Meiji (1868-1911). Otras de las piezas salientables de esta sección son las monedas ovaladas de oro puro anteriores al yen conocidas como ōban y koban, o las monedas de emergencia bélica, algunas de ellas de porcelana.
Otra sección se centra en la moneda extranjera, con una nutrida representación de billetes antiguos del Banco de China y de Nueva Zelanda. Uno de los objetos expuestos más llamativos es una grande olla de barro de 60 cm de alto que contiene alrededor de 7.700 monedas chinas, encontrada en la prefectura japonesa de Miyazaki sin que se pudiera explicar su origen.